# Eric Bayala
Eric Bayala, né en janvier 1972 à Bobo Dioulasso, au Burkina Faso, est un cinéaste, réalisateur, producteur, scénariste et écrivain burkinabè. Il réside en Autriche depuis 2002.

## Biographie

### Enfance et études
Kibidoué Eric Bayala de son nom complet est né à Bobo Dioulasso, dans la deuxième ville du Burkina Faso où il fait ses études primaires et secondaires et obtient son baccalauréat. Il est orienté à l'université de Ouagadougou en économie. 
En 2002, il part en Autriche via le centre de recherche de Seibersdorf puis travaille entre autres pour l'ONU et l'Agence de l'énergie atomique.

### Carrière
Il commence sa carrière en réalisant un documentaire sur l'exploitation des agriculteurs locaux. Puis, dans le cadre d'un projet de l'ONU, Bayala déménage à Vienne, précisément au Tyrol.  
En plus de son travail artistique, il travaille à l’école supérieure des sciences de la santé du Tyrol en tant que chef de projet et dirige un projet de recherche sur la diaspora burkinabè à l’université d’Innsbruck et travaille sur sa thèse en gestion de santé.

### Engagement associatif

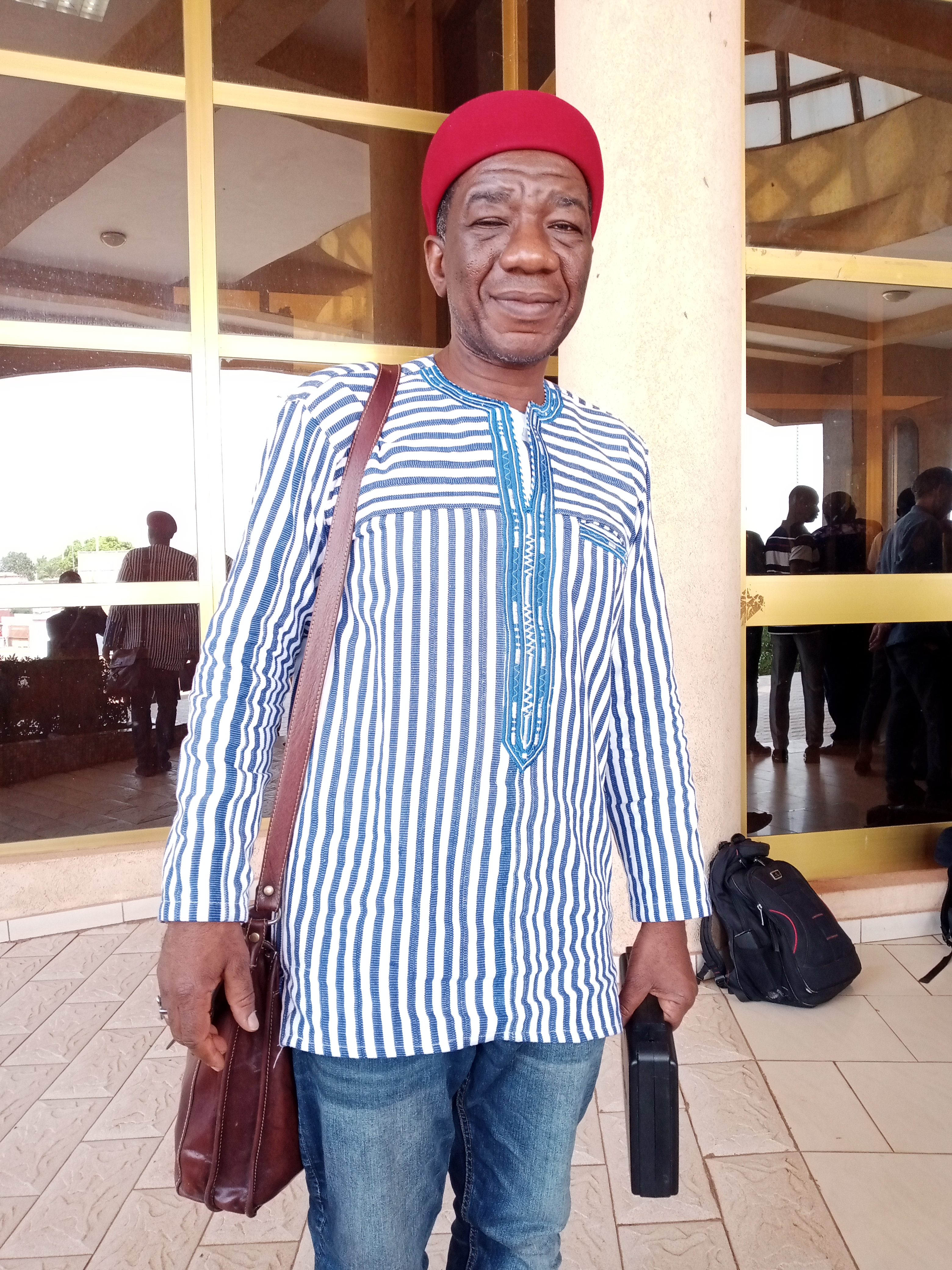
Kibidoué Eric Bayala, président des Rencontres cinématographiques de Sya (RECIS).

En 2002, il crée l’association Sahel-Tyrol, qui fait la promotion des échanges économiques et socioculturels entre le Burkina Faso et le Tyrol et entre les pays sahéliens et la région du Tyrol et l’Autriche ,.
En 2021, il crée l'association les rencontres cinématographiques de Sya qui porte l'évènement cinématographique dans la ville de Bobo Dioula, les rencontres cinématographiques de Sya.

## Filmographie

### Documentaires
- 2009 : Les masques dans l’air du temps[7].
- 2011 : Dans les mélodies du jeunisme[8].

- 2017 : Les Résonances de l'âme[9].
- 2020 : Les Tourneurs du Temps[10].

## Distinctions

### Récompenses
Les Résonances de l'âme, 2017  
- Prix spécial du Jury, Festival international du film Panafricain de Cannes en 2021.
- Prix de la paix de l’association nord-sud développement[11].

Les Tourneurs du Temps, 2020 
- Prix de la paix de l'association nord-sud développement[12].

### Décorations
En septembre 2023, il est decoré de la médaille des arts et de la culture de la ville d'Innsbruck en Autriche.